# Acaulimalva alismatifolia
Acaulimalva alismatifolia là một loài thực vật có hoa trong họ Cẩm quỳ. Loài này được (K.Schum. & Hieron.) Krapov. mô tả khoa học đầu tiên năm 1974.